# Uniwersytet Stanu Nowy Meksyk
Uniwersytet Stanu Nowy Meksyk, Uniwersytet Stanowy Nowego Meksyku (ang. New Mexico State University), skrótowiec NMSU – amerykański uniwersytet publiczny działający w Nowym Meksyku, z siedzibą w Las Cruces oraz mniejszymi kampusami w Alamogordo, Carlsbadzie, hrabstwie Doña Ana i Grants. Został założony w 1888 roku.
Kształci ponad 18 tysięcy studentów w szerokim zakresie, obejmującym rolnictwo, inżynierię, nauki ekonomiczne, zarządzanie, nauki o środowisku, problemy opieki zdrowotnej, pedagogikę, sztukę, nauki podstawowe. W 2011 zajął 189 miejsce w krajowym rankingu uniwersytetów.

## Historia

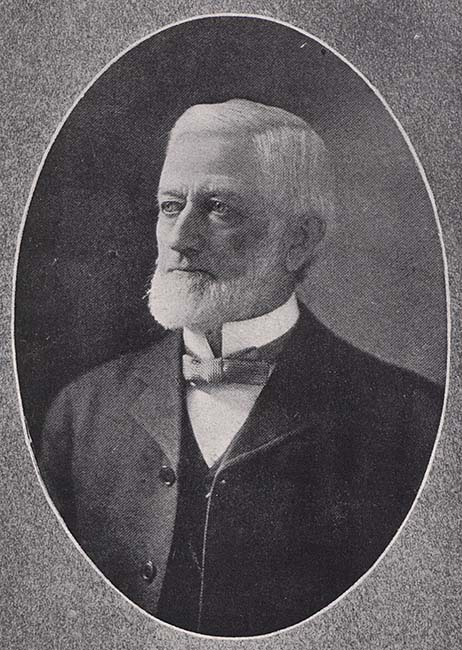
Hiram Hadley
(rektor 1888–1894)

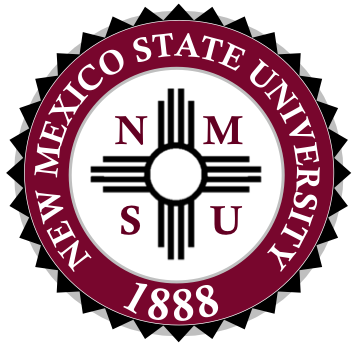
Historyczne logo NMSU

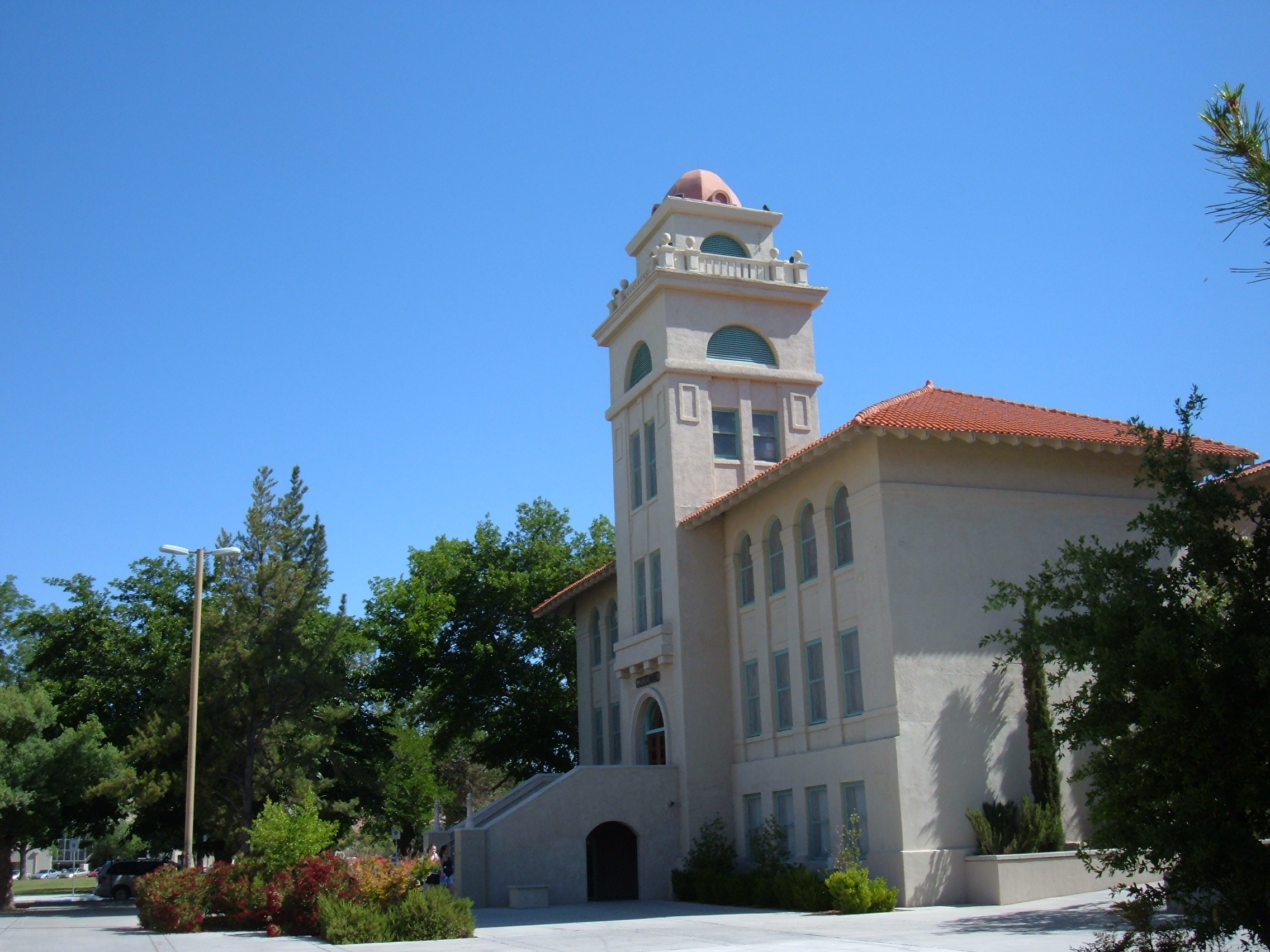
Goddard Hall, wybudowany w 1913

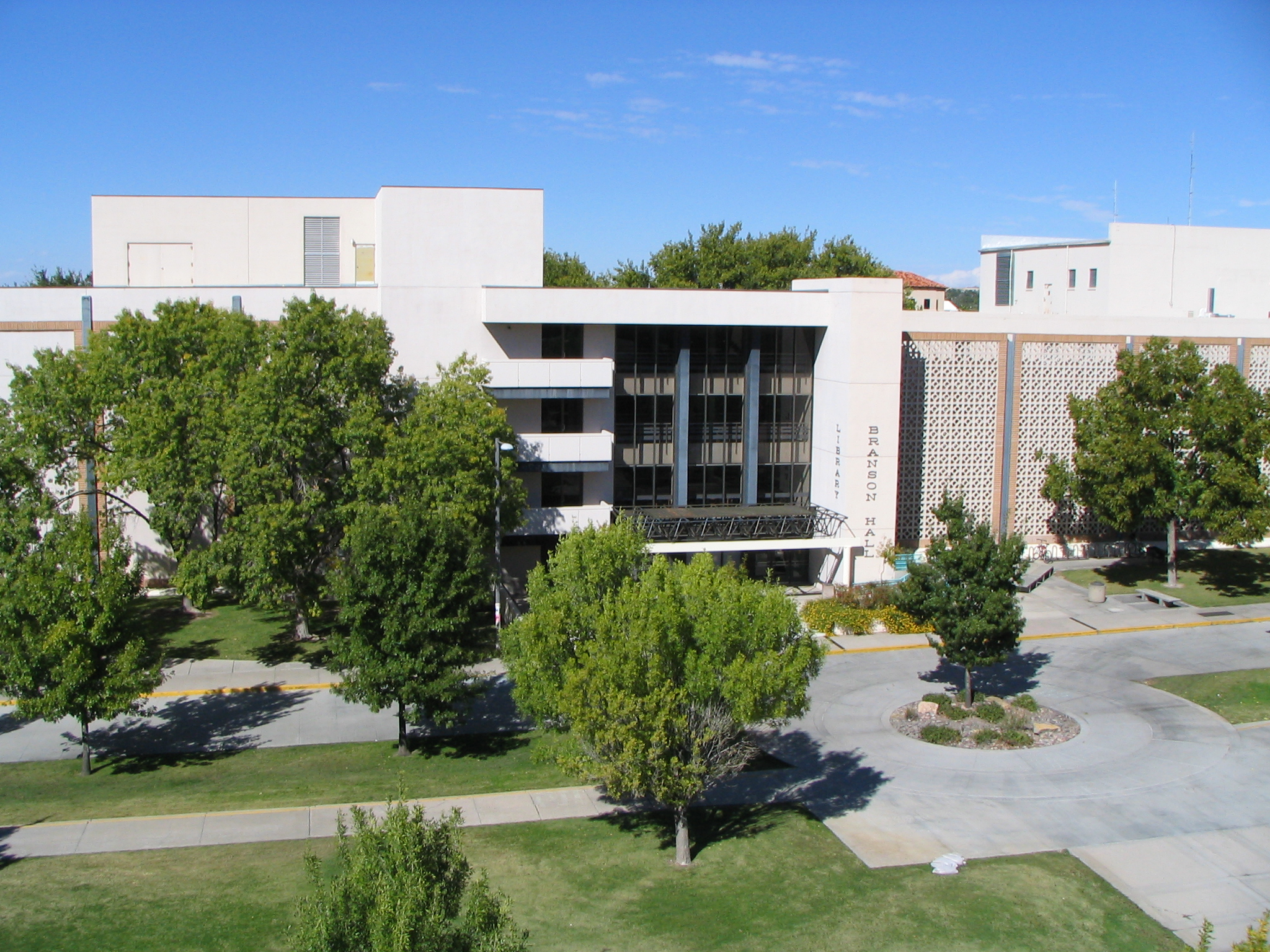
Budynek Branson Library

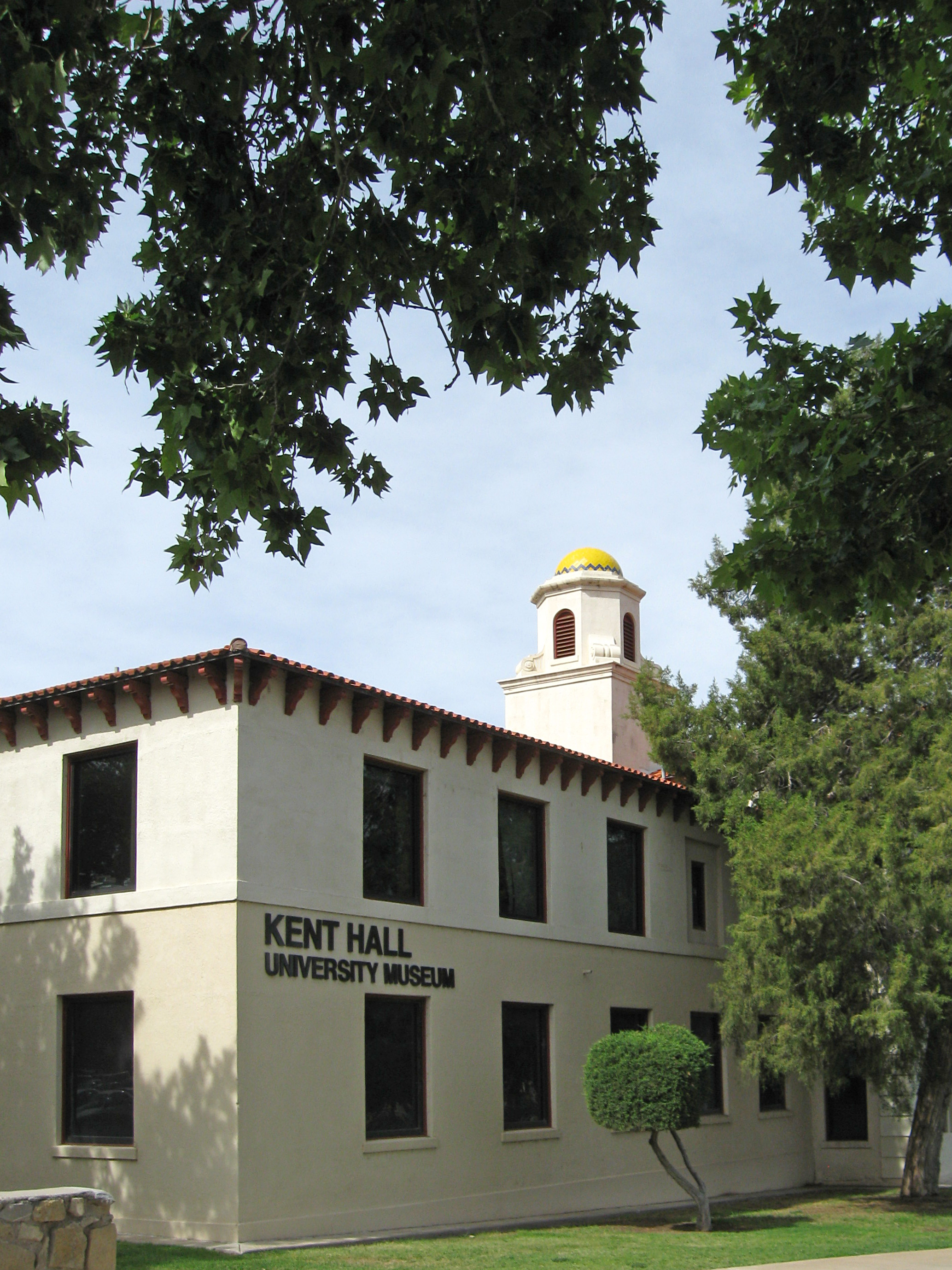
Muzeum uniwersyteckie w Kent Hall

Za założyciela uniwersytetu jest uważany Hiram Hadley (1833–1922), nauczyciel z Indiany. Przybył on do Las Cruces w 1887, a w 1888 otworzył, w dwupokojowym budynku, Las Cruces College. W następnym roku, dzięki grantowi, który Nowy Meksyk uzyskał na podstawie ustawy Morrilla, w pobliżu Las Cruces utworzono szkołę rolniczą ze stacją doświadczalną − New Mexico College of Agriculture and Mechanic Arts. W styczniu 1890 obie szkoły rozpoczęły wspólną działalność. Połączona szkoła zatrudniała wówczas 6 pracowników; przyjęto 35 studentów.
W kolejnych latach na 220-akrowym terenie, odległym o 3 mile od Las Cruces, powstały nowe budynki kampusu. Ogólny plan rozmieszczenia 13 głównych budynków w podkowie, otwartej ku zachodowi, stworzył w roku 1907 architekt Henry C. Trost. Budynki, zaprojektowane przez Trosta w stylu „hiszpańskiego renesansu”, miały być połączone łukami, z utworzeniem kompleksu przypominającego niektóre historyczne ośrodki misyjne w Kalifornii.
W roku 1960 kampus Uniwersytetu Stanu Nowy Meksyk zajmował powierzchnię 900 akrów. Liczba studentów (z różnych krajów) przekroczyła 16 tys. NMSU zatrudniał 3113 pracowników (694 członków kadry).

## Rektorzy
Hiram Hadley pełnił funkcję rektora w latach 1888–1894. W następnych latach rektorami NMSU byli:

- Samuel P. McCrea (1894–1896)
- Cornelius T. Jordan (1896–1899)
- Frederic W. Sanders (1899–1901)
- Luther Foster (1901–1908)
- Winfred E. Garrison (1908–1913)
- George E. Ladd (1913–1917)
- Austin D. Crile (1917–1920)
- Robert W. Clothier (1920–1921)
- Harry L. Kent (1921–1936)
- Ray Fife (1936–1938)
- Hugh M. Milton II (1938–1947)
- John R. Nichols (1947–1949)
- John W. Branson (1949–1955)
- Roger B. Corbett (1955–1970)
- Gerald W. Thomas (1970–1984)
- James E. Halligan (1984–1994)
- William B. Conroy (1994–1995)
- J. Michael Orenduff (1995–1997)
- William B. Conroy (1997–2000)
- G. Jay Gogue (2000–2003)
- William V. Flores (VIII 2003 – VI 2004)
- Michael V. Martin (2004–2008)
- Waded Cruzado (VIII 2008 – V 2009)
- Manuel T. Pacheco (VI 2009 – XII 2009)
- Barbara Couture (2010–2012)
- Garrey Carruthers
- Chaouki Abdallah
- Garnett Sue Stokes (od marca 2018)

## Współczesny NMSU[9]

### Jednostki organizacyjne
- College of Agricultural, Consumer & Environmental Sciences, m.in. rolnictwo, zootechnika, środowisko, rodzina, żywienie człowieka, zarządzanie turystyką (1956 studentów)[10]
- College of Arts & Sciences, m.in. matematyka, fizyka, chemia, biologia, geologia, astronomia, informatyka, historia, teatr, muzyka, dziennikarstwo (6321 studentów)[11]
- College of Business, m.in. ekonomia, rachunkowość, bankowość, zarządzanie, marketing, reklama (2566 studentów)[12]
- College of Education, m.in. kursy dla nauczycieli, bibliotekarzy, konsultantów, administratorów szkolnictwa (2636 studentów)[13]
- College of Engineering, m.in. inżynieria chemiczna, budownictwo lądowe, elektrotechnika i inżynieria komputerowa, fizyka inżynierska, inżynieria geodezyjna, inżynieria przemysłowa[14]
- College of Extended Learning, m.in. studia zaoczne dla pracujących, realizacja indywidualnych programów kursów uzupełniających (250 studentów)[15]
- College of Health & Social Services, m.in. zdrowie publiczne i polityka zdrowotna, pielęgniarstwo, szkoła pracy socjalnej (1648 studentów)[16]
- Honors College, wybieralna rada konsultacyjna, w której skład wchodzą przedstawiciele poszczególnych jednostek uczelni, kierowana przez dziekana i prodziekana Honors College (mianowani przez burmistrza za radą dziekanów odpowiednich jednostek)[17]
- Graduate School, studia uzupełniające uzyskany wcześniej stopień zaawansowania[18]
- Nondegree Enrollment, studia zaoczne dla osób, którzy chcą uzupełnić wiedzę, a nie ubiega się o dyplomy ukończenia NMSU; studia Non-degree umożliwiają np. uczestnictwo w określonych zajęciach dydaktycznych i programach badawczych (1050 studentów)[19]
- Biblioteka uniwersytecka[20]

### Rankingi
Na liście rankingowej America's Top Colleges miesięcznika Forbes NMSU zajmuje 422 miejsce (154 wśród Research Universities), a według U.S. News Ranking 189 miejsce wśród uniwersytetów państwowych. Wyższe pozycje na listach rankingowych zajęły poszczególne kursy, realizowane na uniwersytecie, np. 52 – Graduate Nursing Program, 93 – Physics, 106 – Speech-Language Pathology, 111 – Mathematics.